# Bataillon alpin de forteresse
Pour les articles homonymes, voir BAF.
Pour un article plus général, voir Ligne Maginot.
Un bataillon alpin de forteresse (BAF) est une unité militaire française spécialisée dans la défense des fortifications de la partie alpine de la ligne Maginot, des années 1930 à 1940.
Ce type de bataillon fournit les hommes servant d'équipages aux ouvrages, casemates et avant-postes et de troupe d'intervalle entre ceux-ci. Les premiers bataillons sont créés en 1934, il y en avait 22 pendant la bataille des Alpes de 1940.

## Rôle
La première mission de la ligne Maginot étant d'empêcher une attaque brusquée pendant la mobilisation générale de l'armée française (le rappel des réservistes dure quinze jours), les fortifications doivent donc être opérationnelles avec la totalité de leurs effectifs avant la déclaration de guerre.
À cet effet sont créées des troupes spécialisées dans la défense des fortifications, par définition peu mobiles, principalement d'infanterie (bataillons alpins de forteresse dans le Sud-Est et régiments d'infanterie de forteresse dans le Nord-Est) et d'artillerie (régiments d'artillerie de position).
Ces troupes sont déployées le long des frontières du Nord-Est (Nord, Ardennes, Lorraine, Alsace et Jura) et du Sud-Est (Savoie, Dauphiné et Alpes-Maritimes) de la France dès le temps de paix, au plus près des ouvrages et des avant-postes, dans des casernes. Dans les Alpes, il s'agit de casernements dans les villes des vallées (Bourg-Saint-Maurice, Modane, Briançon, Barcelonnette, Sospel et Nice), de casernements alpins d'altitude (des Chapieux, de Séloges, du Fréjus, des Rochilles, du Granon, du Restefond, des Fourches, des Granges de la Brasque, de Peïra-Cava, de Cabanes-Vieilles, de Plan-Caval et de l'Authion) et des casernements légers en bois à proximité des entrées des ouvrages (les casernes souterraines n'étant pas utilisées en temps de paix, hormis pour les alertes et les exercices).

## Historique

### Création

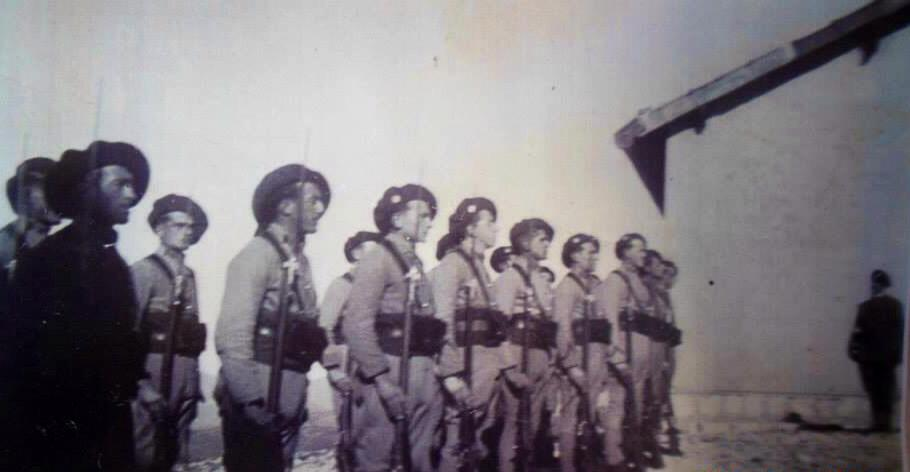
Soldats du au fort Masséna (fort de la Tête de Chien) en 1935.

La construction de nouvelles fortifications par les Français le long des Alpes (dans les 14e et 15e régions militaires) commence dès 1928, en réaction aux revendications de Mussolini sur la Savoie et les Alpes-Maritimes. Les premières unités de forteresse des Alpes sont créées les 14 et 15 octobre 1933 au sein des régiments d'infanterie alpine : le 4e bataillon du 99e RIA à Modane (bataillon de forteresse) et une compagnie du 159e RIA à Briançon (compagnie autonome de forteresse).
En avril 1934, quatre autres bataillons sont créés : 4e du 159e RIA (à Jausiers), 4e du 3e RIA (à Sospel), le 5e du 3e RIA (à Nice) et 4e du 141e RIA (à Nice). Le 1er janvier 1935 se rajoute un sixième bataillon, le 5e du 159e RIA (à Briançon) et deux compagnies autonomes.
Le 1er octobre 1935, les troupes de forteresse du Sud-Est sont réorganisées au sein de sept bataillons alpins de forteresse (BAF) :
- 70e BAF, à partir des 17e et 18e compagnies du 99e RIA (vallée de la Tarentaise) ;
- 71e BAF, à partir du 4e bataillon du 99e RIA (vallée de la Maurienne) ;
- 72e BAF, à partir du 5e bataillon et de la 18e compagnie du 159e RIA (vallée de la Haute-Durance) ;
- 73e BAF, à partir du 4e bataillon du 159e RIA (vallée de l'Ubaye) ;
- 74e BAF, à partir du 4e bataillon du 141e RIA (vallées de la Tinée et de la Vésubie) ;
- 75e BAF, à partir du 4e bataillon du 3e RIA (massif de l'Authion, vallée de la Bévéra, poste de commandement à Peïra-Cava) ;
- 76e BAF, à partir du 5e bataillon du 3e RIA (littoral des Alpes-Maritimes).

Ces sept bataillons sont regroupés en trois « demi-brigades alpines de forteresse » (DBAF) qui équivalent à des régiments, chacune recevant une appellation et une affectation à un secteur :
- 30e DBAF, « demi-brigade de Savoie », à Modane, affectée au secteur fortifié de la Savoie (70e et 71e BAF) ;
- 157e DBAF, « demi-brigade du Dauphiné », à Jausiers, affectée au secteur fortifié du Dauphiné (72e et 73e BAF) ;
- 58e DBAF, « demi-brigade des Alpes-Maritimes », à Nice, affectée au secteur fortifié des Alpes-Maritimes (74e, 75e et 76e BAF)[2].

### Mobilisation
Les secteurs fortifiés du Sud-Est dépendent en temps de paix des 14e et 15e région militaire (QG respectifs à Lyon et Marseille).
Ils sont mis en alerte à la suite des tensions avec l'Allemagne en même temps que ceux du Nord-Est le 22 août 1939, puis dès le lendemain les réservistes des unités de forteresse sont appelés, triplant les effectifs : chaque compagnie d'active (du temps de paix) forme le noyau d'un BAF de formation (temps de guerre), chaque BAF d'active forme une DBAF, d'où la mise sur pied de dix-sept nouveaux bataillons et de cinq nouvelles DBAF.
| Secteurs               | BAF d'active         | Demi-brigades de formation | Bataillons de formation               |
| ---------------------- | -------------------- | -------------------------- | ------------------------------------- |
| SD du Rhône            | Pas d'unité d'active | 230e DBAF                  | 179e BAF, 189e BAF et 199e BCHM       |
| SF de la Savoie        | 70e BAF              | 16e DBAF                   | 70e BAF, 80e BAF et 6e BCM            |
| SF de la Savoie        | 71e BAF              | 30e DBAF                   | 71e BAF, 81e BAF et 91e BAF           |
| SF du Dauphiné         | 72e BAF              | 75e DBAF                   | 72e BAF, 82e BAF, 92e BAF et 102e BAF |
| SF du Dauphiné         | 73e BAF              | 157e DBAF                  | 73e BAF et 83e BAF                    |
| SF des Alpes-Maritimes | 74e BAF              | 61e DBAF                   | 74e BAF, 84e BAF et 94e BAF           |
| SF des Alpes-Maritimes | 75e BAF              | 40e DBAF                   | 75e BAF, 85e BAF et 95e BAF           |
| SF des Alpes-Maritimes | 76e BAF              | 58e DBAF                   | 76e BAF, 86e BAF et 96e BAF           |

### Combats de 1940

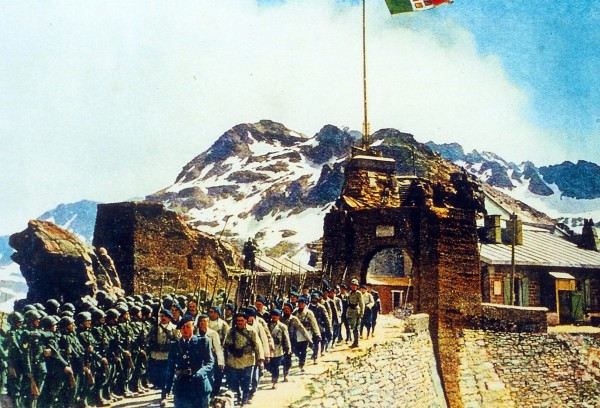
Les hommes du quittent le fort de la Redoute Ruinée le 3/7/1940, salués par les Italiens (les couleurs utilisées lors de la colorisation de cette photographie sont incorrectes).

La mobilisation générale commence le 2 septembre, portant en quinze jours la 6e armée (appelé aussi l'armée des Alpes), à qui est confiée la défense de la frontière du Sud-Est, a son effectif maximal. Les troupes occupent alors leurs positions face au royaume d'Italie avec laquelle la République française n'est pas en guerre. Cette situation se poursuit jusqu'à la déclaration de guerre de l'Italie à la France et au Royaume-Uni le 10 juin 1940. Dès le premier jour des hostilités, tous les ponts et tunnels des cols sont détruits par le génie. Étant donné l'enneigement tardif pour la saison, les Italiens retardent leur attaque. L'offensive ne commence qu'à partir du 20 juin, malgré le mauvais temps (interdisant les bombardements aériens).
En Savoie, les attaques du Corpo d'Armato Alpino en Tarentaise (cols de la Seigne et du Petit-Saint-Bernard : opération Bernardo) et du 1° Corpo d'Armata en Maurienne (col du Mont-Cenis) sont bloquées par les avant-postes et l'artillerie des ouvrages jusqu'à l'armistice.
Dans le secteur du Dauphiné, le 4° Corpo d'Armata, chargé de prendre le Briançonnais, est lui aussi bloqué au col de Montgenèvre ; le 21 juin, quatre mortiers français de 280 mm neutralisent le fort italien du Chaberton (dont les huit tourelles d'artillerie bombardaient l'ouvrage du Janus).
En Ubaye, le 2° Corpo d'Armata (opération Maddalena) est arrêté juste après le col de Larche par les avant-postes soutenus par les tirs des ouvrages de Saint-Ours Haut et de Roche-la-Croix.
Dans la partie montagneuse des Alpes-Maritimes, les avant-postes ne sont presque pas inquiétés, rapidement dégagés par les tirs des ouvrages (de Rimplas et de Flaut). Les attaques sont plus importantes le long de la côte, dès le 14 juin, en raison de l'absence de neige (opération Riviera menée par le 15° Corpo d'Armata) : les points d'appui le long de la frontière doivent être évacués le 22, une partie de Menton est prise par les Italiens, mais là aussi les avant-postes français résistent grâce aux tirs de soutien des ouvrages (notamment ceux du Mont-Agel et de Cap-Martin) et des batteries d'intervalle.
L'armistice du 24 juin 1940 entre l'Italie et la France est signé à Rome, avec application le 25 juin à 0 h 35. Les fortifications du Sud-Est se trouvent dans la zone d'occupation italienne en France et sont évacuées (avec une partie du matériel) avant le 5 juillet.